# Parafia Matki Bożej Częstochowskiej w Ostrowitem
Parafia Matki Bożej Częstochowskiej w Ostrowitem – jedna z 6 parafii leżąca w granicach dekanatu kleczewskiego. Erygowana w 1415 roku. Od 1 lipca 2013 r. proboszczem został były kapelan Wojska Polskiego w stopniu pułkownika ks. Henryk Kaczmarek, oficjalne wprowadzenie nowego proboszcza odbyło się 14 lipca 2013 r.